# Association for the Advancement of Artificial Intelligence
AAAI són les sigles de l'Association for the Advancement of Artificial Intelligence, entitat que inicialment es va anomenar American Association for Artificial Intelligence. És una organització estatunidenca dedicada a l'estudi de la intel·ligència artificial (IA).
L'organització, fundada el 1979, compta en l'actualitat amb prop de 6.000 socis repartits per tot el món. Al llarg de la seva història, l'organització ha estat presidida per importants personalitats de la informàtica, com Allen Newell, Edward Feigenbaum, Marvin Minsky, John McCarthy i Raj Reddy. Thomas G. Dietterich n'és el president actual.
La AAAI patrocina i participa en moltes de les conferències i simposis més importants sobre IA, que s'hi celebren al llarg de l'any en diferents punts dels Estats Units i d'Europa. També és responsable de la prestigiosa publicació AI Magazine, i de diversos llibres relacionats amb la IA.